# Monastère de Kovilj
Le monastère de Kovilj (en serbe cyrillique : Манастир Ковиљ ; en serbe latin : Manastir Kovilj) est un monastère orthodoxe serbe situé dans la région de la Bačka et dans la province autonome de Voïvodine. Il se trouve à Kovilj, sur le territoire de la ville de Novi Sad, en Serbie. En raison de sa valeur patrimoniale, il est inscrit sur la liste des monuments culturels de grande importance de la république de Serbie.

## Présentation
Selon la légende, le monastère de Kovilj a été fondé par Saint Sava, le premier archevêque de l'Église orthodoxe serbe. Il a été rénové entre 1705 et 1707. Le peintre Dimitrije Bačević (XVIIIe siècle) a travaillé au monastère.

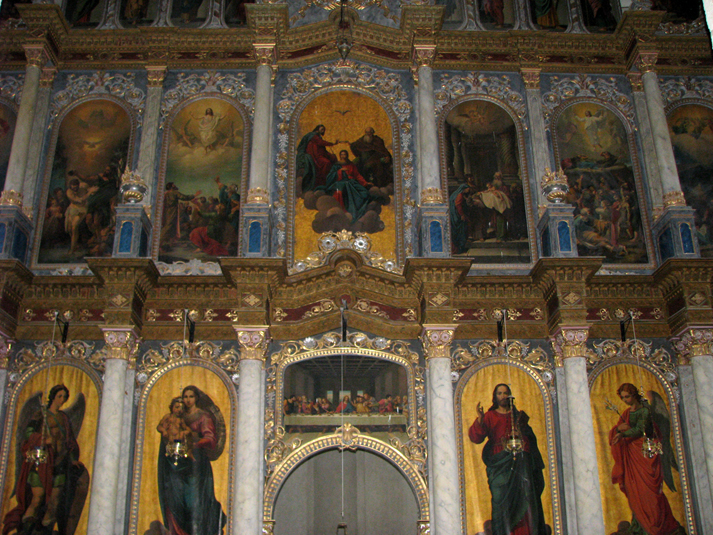
L'iconostase de l'église du monastère de Kovilj